# مراد سلطاني
مراد سلطاني هو لاعب كرة قدم جزائري في مركز الدفاع، ولد في 5 فبراير 1966 في عنابة في الجزائر. لعب مع مولودية الجزائر.

## وصلات خارجية
- مراد سلطاني على موقع الاتحاد الدولي (مؤرشف)  (الإنجليزية)
- مراد سلطاني على موقع قاعدة بيانات كرة القدم.إي يو (الإنجليزية)
- مراد سلطاني على موقع ناشيونال فوتبول تيمز (الإنجليزية)
- مراد سلطاني على موقع عالم كرة القدم.نت (الإنجليزية)